# Андійська область

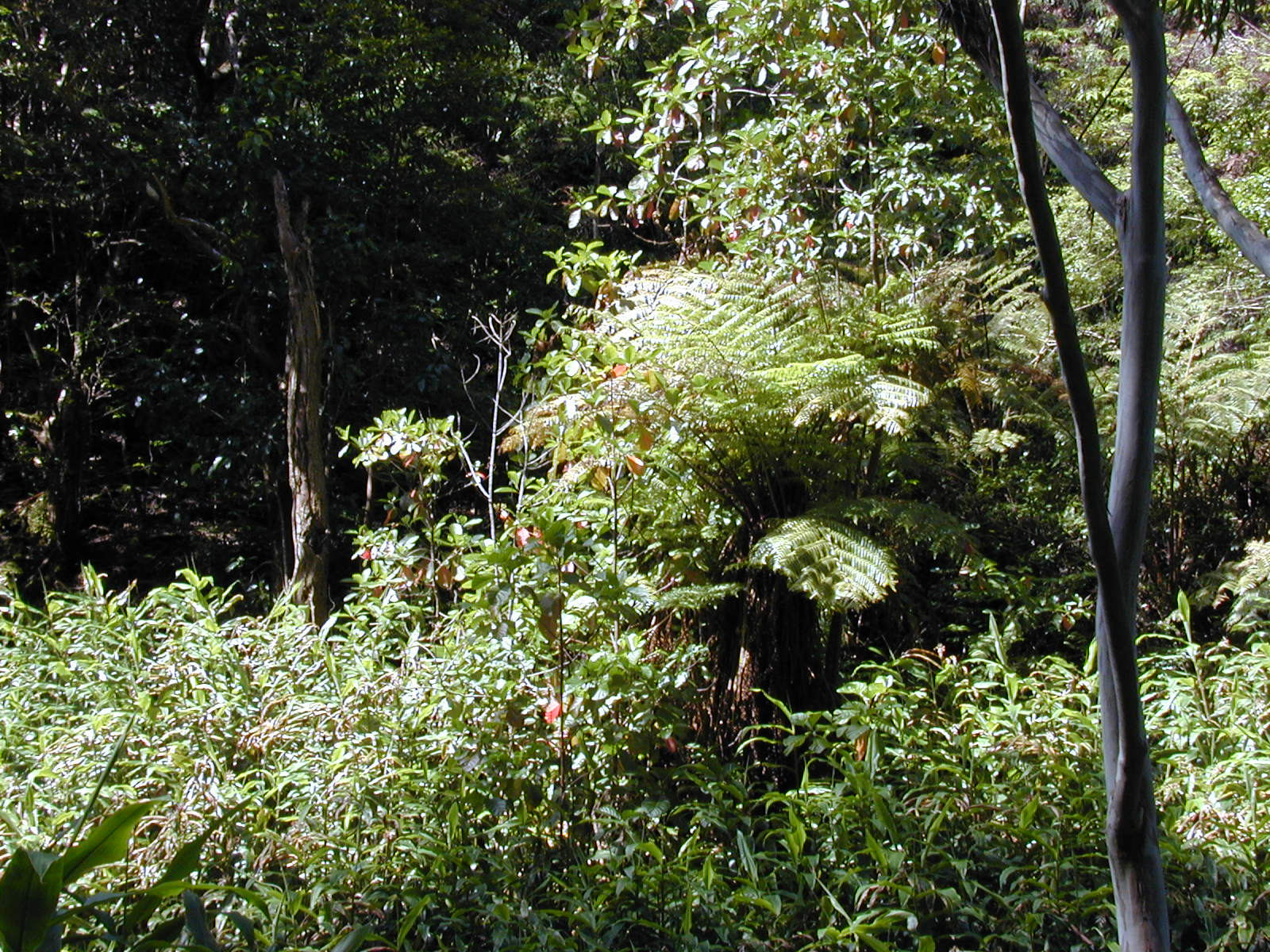
Хінне дерево

Андійська область входить до складу  Неотропічного флористичного царства. Витягнута з півдня на північ, область охоплює західні берегові хребти і узбережжя Південної Америки від  Колумбії до пустелі Атакама, Галапагоські острови і о. Кокос.
Область характеризується двома ендемічними  родинами: Malesherbiaceae (також в Аргентині) і Nolanaceae (на півночі Чилі і в Перу). До флори області входить велике число ендемічних родів. З найвідоміших андійських ендемічних родів згадаємо хінне дерево (Cinchona).
Андійська область є батьківщиною багатьох важливих культурних рослин.